# 25479 Ericshyu
A 25479 Ericshyu (ideiglenes jelöléssel 1999 XD54) a Naprendszer kisbolygóövében található aszteroida. A LINEAR projekt keretében fedezték fel 1999. december 7-én.